# Дунайська стратегія
Дуна́йська страте́гія (англ. EU Strategy for the Danube Region) — макрорегіональна стратегія Європейського Союзу для Дуна́йського регіо́ну — довгострокова політика Європейського Союзу щодо вирішення проблем Дунайського макрорегіону.
Прийнята Єврокомісією 8 грудня 2011 року, у 2011 році підтримана Європарламентом і Радою ЄС. Розроблена з урахуванням досвіду Балтійської стратегії (стала можливою завдяки позитивним результатам реалізації останньої).

## Загальні положення

### Завдання
Згідно зі стратегією, 14 країн басейну річки Дунай до 2020 року повинні реалізувати близько 200 проєктів, пов'язаних із чотирма основними напрямками:
1. об'єднання Дунайського регіону (транспорт, енергетика, культура, туризм);
2. захист довкілля в Дунайському регіоні (відновлення якості води, контроль екологічних ризиків, збереження ландшафту й біорізноманіття);
3. сприяння процвітанню (розвиток «суспільства знань» за допомогою наукових досліджень освіти й інформаційних технологій, підтримка конкурентоспроможності підприємств шляхом розвитку кластерів і комплексів, вкладення грошей у розвиток знань і навичок співробітників);
4. зміцнення позицій Дунайського регіону (зокрема досягнення політичної стабільності в регіоні, спільна робота для забезпечення безпеки, боротьба зі злочинністю).

### Принципи
1. Відсутність зайвих бюрократичних інститутів. Проєкти в рамках Стратегії реалізуються із залученням вже наявних європейських інститутів відповідними міністерствами країн Дунайського макрорегіону. Особлива увага акцентується на посиленні ефективності двосторонніх міждержавних стосунків.
2. Відсутність додаткових фінансових асигнувань. Вітається раціональне використання наявних асигнувань і програм (близько 100 мільярдів євро до 2013 року).
3. Відсутність спеціального європейського законодавства. Єврокомісія мінімізувала власний вплив виконання Стратегії, обмежившись суто координаційною функцією. Відповідальність за реалізацію Дунайської стратегії взяли на себе країни макрорегіону, розподіливши між собою пріоритетні напрямки.

## Учасники
До роботи в рамках Дунайської стратегії долучені дев'ять країн-членів ЄС:
- Австрія
- Болгарія
- Німеччина (землі Баден-Вюртемберг і Баварія)
- Румунія
- Словаччина
- Словенія
- Угорщина
- Хорватія
- Чехія

і п'ять країн, що не входять до його складу:
- Боснія і Герцеговина
- Молдова
- Сербія
- Україна (Одеська, Чернівецька, Івано-Франківська й Закарпатська області)
- Чорногорія

## Дунайська стратегія і Україна
Українська частина Дунайського регіону охоплює площу 68,1 тис. кв. км із загальною чисельністю населення 5,9 млн людей і представлена чотирма областями, частково розташованими в басейні річки Дунай:
- Одеська область — має безпосередній вихід до Кілійського гирла річки Дунай; на території лежить частина суб-басейну Дельти Дунаю;
- Івано-Франківська й Чернівецька область — на території лежать витоки річок Прут і Серет;
- Закарпатська область — знаходиться в басейні річки Тиса.

Всі регіони є прикордонними, мають істотні природно-кліматичні й ландшафтні особливості, характеризуються наявністю компактних етнічних анклавів. 
З метою зміцнення економічного, науково-технічного, інвестиційного, туристичного та культурного потенціалу українських регіонів вздовж Дунаю підписано Меморандум про співробітництво в рамках Стратегії ЄС для Дунайського регіону.
30 січня 2013 року координатором діяльності України в реалізації Стратегії ЄС для Дунайського регіону призначено першого заступника міністра економічного розвитку і торгівлі України Анатолія Максюту.
З 2015 року вони активно залучаються до євроінтеграційних процесів, транскордонних і регіональних програм як партнери по Асоціації органів місцевого самоврядування «Стратегія ЄС для Дунайського регіону» (директор — Юрій Маслов).
У 2017 році Одеська обласна рада затвердила Перспективний план заходів щодо імплементації на території Одеської області Стратегії ЄС для Дунайського регіону.
З метою вчасного виявлення та розв’язання екологічних проблем у басейні Дунаю і суміжних з ним територій і водойм, досягнення безпечного стану довкілля шляхом моніторингу стану води, ґрунту й повітря, створено Центр сталого розвитку й екологічних досліджень Дунайського регіону.
9 липня 2019 року Асоціація об’єднаних територіальних громад і Асоціація органів місцевого самоврядування «Стратегія ЄС для Дунайського регіону» підписали меморандум про співробітництво.